# 萨尔蒂伊拜博卡日
萨尔蒂伊拜博卡日（法語：Sartilly-Baie-Bocage，法語發音：[saʁtiji bɛ bɔkaʒ]）是法国芒什省的一个市镇，属于阿夫朗什区。该市镇于2016年由原市镇昂热、尚塞、蒙维龙、拉罗谢尔诺尔芒德和萨尔蒂伊合并而成，行政中心位于萨尔蒂伊。

## 地名
该地名“萨尔蒂伊拜博卡日”（Sartilly-Baie-Bocage）由三部分组成：“萨尔蒂伊”（Sartilly），该市镇的前身及主体；“拜”（Baie），法语意为“海湾”；“博卡日”（Bocage），法语意为“树篱田”。

## 地理
萨尔蒂伊拜博卡日（48°45'9"N, 1°27'25"W）面积30.68 平方千米，位于法国诺曼底大区芒什省，该省份为法国西北部沿海省份，西、北、东北三面环大西洋，东起顺时针与卡爾瓦多斯省、奧恩省、马耶讷省和伊勒-维莱讷省接壤。
与萨尔蒂伊拜博卡日接壤的市镇（或旧市镇、城区）包括：瑞卢维尔、德拉热-龙通、圣皮埃尔朗热、勒格里蓬、拉吕塞尔讷-杜特勒梅尔、洛利夫。
萨尔蒂伊拜博卡日的时区为UTC+01:00、UTC+02:00（夏令时）。

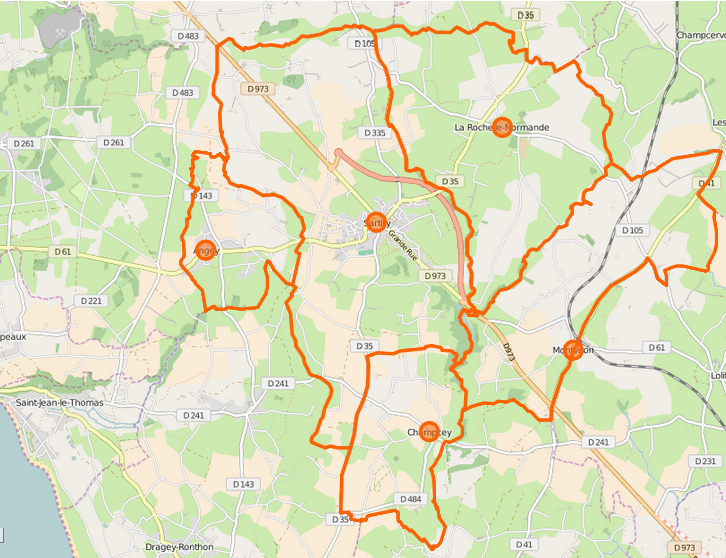
萨尔蒂伊拜博卡日的OSM定位图

## 行政
萨尔蒂伊拜博卡日的邮政编码为50530，INSEE市镇编码为50565。

## 政治
萨尔蒂伊拜博卡日所属的省级选区为阿夫朗什县。

## 人口
萨尔蒂伊拜博卡日于2022年1月1日时的人口数量为2843人。